# فینال جام یوفا ۱۹۹۵

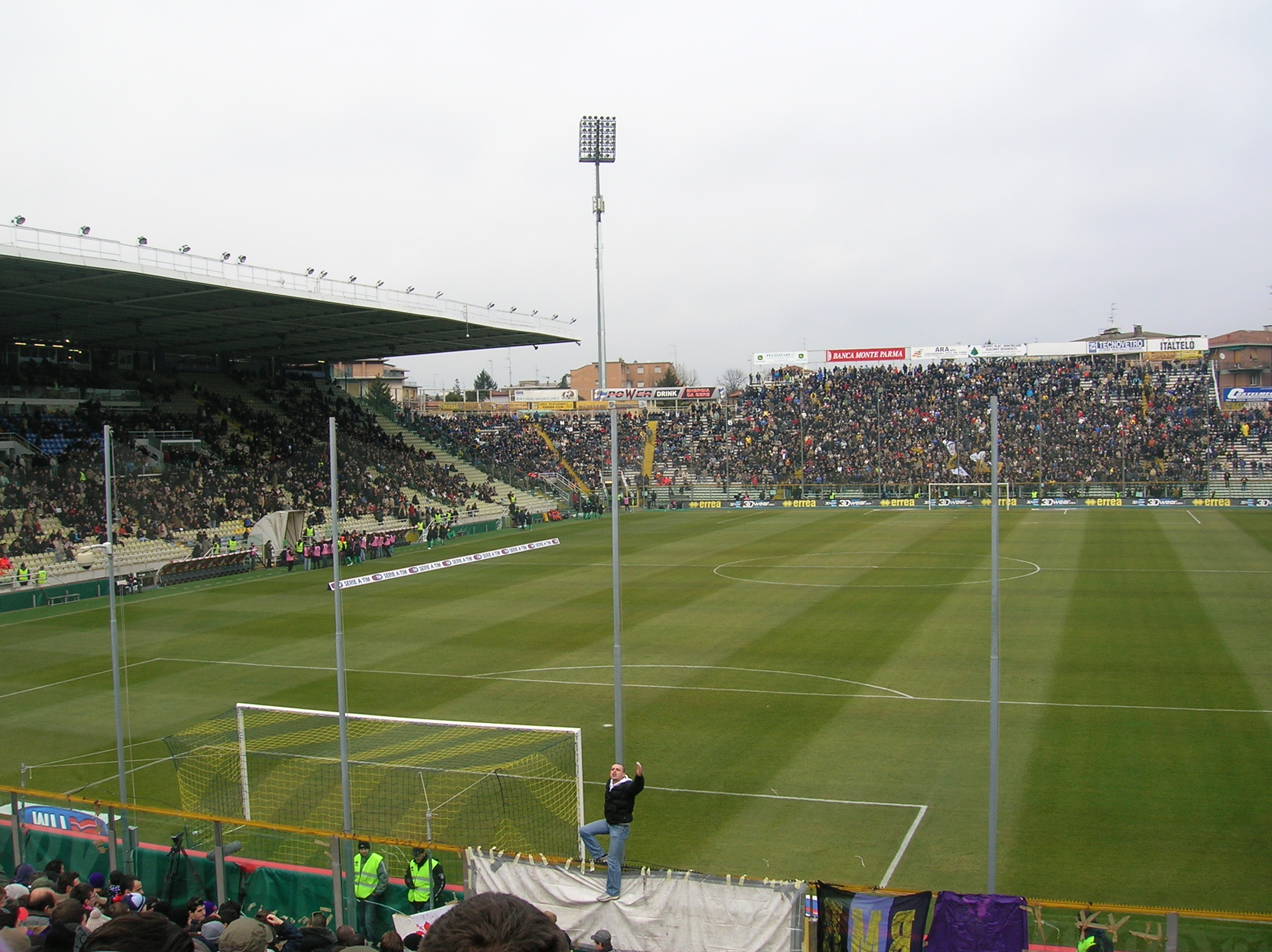
ورزشگاه انیو تاردینی، محل برگزاری یکی از دو فینال

فینال جام یوفا ۱۹۹۵، رقابت پایانی جام یوفا در سال ۱۹۹۵ میلادی است که مابین دو تیم باشگاه فوتبال پارما و باشگاه فوتبال یوونتوس برگزار شده است.
این مسابقه که در تاریخ‌های ۳ مه ۱۹۹۵ و ۱۷ مه ۱۹۹۵ انجام شده است در مجموع با نتیجه ۲ بر ۱ به سود باشگاه فوتبال پارما به پایان رسید.